# Isaac Beeckman
Isaac Beeckman (Middelburg, 10 dicembre 1588 – Dordrecht, 19 maggio 1637) è stato un fisico, filosofo e medico olandese.

## Biografia
Beeckman nacque a Middelburg nel 1588.
Studiò letteratura e filosofia a Leida e si laureò nel 1618 in medicina presso l'Università di Caen. Dopo un breve periodo di lavoro presso l'azienda del padre, che produceva candele e condutture d'acqua, Beeckman divenne l'assistente del rettore prima nella città di Utrecht e dopo a Rotterdam. Nel 1627 divenne rettore della scuola latina a Dordrecht. Morì all'età di 48 anni nella stessa Dordrecht.

## Studi e carriera d'insegnante
Dal 1607 al 1610, studiò filosofia e lingue a Leida. Nel 1612, partì per studiare a Saumur, poi nel 1618, si trasferì a Caen per studiare medicina. I professori di Beeckman, furono Simon Stevin (a Leyde e Saumur) e Rudolf Snellius, che gli insegnò la logica non-aristotelica.
La curiosità di Beeckman lo spinse a essere molto più vicino agli artigiani, ai tecnici e agli ingegneri di quanto non fossero in generale gli universitari di quel periodo. Nel 1620, fondò a Rotterdam il Collegio mechanicum. Nel 1627, venne nominato rettore della nuova scuola latina di Dordrecht.

## Il diario
I dettagli della sua vita sono conosciuti grazie al suo diario che teneva aggiornato con precisione. Riscoperto nel 1905, negli archivi municipali di Middelburg, è stato pubblicato da Cornelis de Waard e resta una risorsa preziosa di informazioni su Beeckman e Cartesio, che lo conobbe il 10 novembre 1618 ed in seguito divenne suo amico. Il suo diario ci descrive un Beeckman ricercatore che segue la stessa direzione dei grandi pensatori di questa fine del rinascimento.
Beeckman in seguito fu in relazione con il matematico Gerolamo Cardano e con Marin Mersenne. Fa parte con Simon Stevin e con gli Snellius padre e figlio, della nuova ondata di scienziati, vicina agli astronomi Tycho Brahe e Keplero, al filosofo Francesco Bacone, a William Gilbert e William Harvey.
Il suo diario ci spiega anche il suo rapporto con Cartesio. Beeckman infatti lo incitò a lavorare nell'ambito della matematica e della fisica. Cartesio ne è cosciente e ringrazierà più volte il suo amico per averlo spinto su questa via. Gli dedica infatti, nel 1619, il compendium musicae scritto l'anno precedente. Ma la loro non è un'amicizia tranquilla anzi sarà destinata e dissolversi. Beeckman infatti si era vantato di aver composto egli stesso il compendio e Cartesio era venuto a saperlo. A dimostrazione del rapporto incrinato, alla morte dell'olandese Cartesio invierà le sue condoglianze fredde e laconiche.

## Primi sviluppi filosofici
Beeckman era uno scienziato notevole: il matematico e filosofo Pierre Gassendi, suo contemporaneo, parlò di lui come del miglior filosofo che avesse mai incontrato.
La principale qualità di Beeckman era la sua naturale curiosità. Il desiderio di accrescere sempre le proprie conoscenze gli impedirono di sistemizzare il suo approccio molto originale alla filosofia della natura.

## Lo scienziato
Beeckman aveva una concezione dell'universo di tipo atomista. Era influenzata sia dal De rerum natura di Lucrezio che dal pensiero di Democrito. Elaborò contemporaneamente a Sebastien Basson il concetto di molecola e sviluppò l'idea che una sostanza fisico-chimica potesse essere concepita come un aggregato di particelle secondarie composte da atomi classici.
A volte Beeckman viene citato come precursore del principio di inerzia e della caduta dei gravi, ma la concezione del movimento che espone nel suo diario sembra avere qualche problema. In effetti, non sembra fare distinzione tra il moto rettilineo uniforme ed il moto circolare uniforme. Egli afferma che nel vuoto un moto uniforme iniziato in maniera rettilinea o circolare rimarrà invariato - mentre sappiamo che i moti circolari necessitano di forze centrali.
Egli ha contribuito alla teoria delle corde vibranti dimostrando che la frequenza delle vibrazioni delle corde è inversamente proporzionale alla loro lunghezza.
Beeckman era un empirico che ha sempre cercato di illuminare la scienza con l'esperienza e dandole applicazioni tecniche. Si oppose inoltre agli scolastici, rinfacciando loro di ragionare sul nulla e di utilizzare degli argomenti antropomorfi.
Mise in pratica le sue convinzioni analizzando il funzionamento di una pompa (1615) e formulando una teoria sulla pressione dell'aria (1629) contrapposta alla teoria di quel periodo basta sull'horror vacui della natura. Egli era interessato alle innovazioni del suo tempo: dal telescopio al primo sottomarino di Cornelius Drebbel.

## La teoria delle corde vibranti
Beeckman riflette sulla generazione del suono e ritiene che il fenomeno si possa spiegare in termini meccanici e corpuscolari. Egli sostiene che la corda vibrante suddivide l'aria circostante in corpuscoli sferici che vengono lanciati in modo vero e proprio fino all'orecchio, dove sono percepiti come suoni.
Inoltre, già a partire dal 1614, Beeckman è in grado di dimostrare in termini matematici la proporzionalità inversa tra la lunghezza di una corda e la sua frequenza. 
La dimostrazione di Beeckman mette in evidenza che quando le lunghezze delle corde sono in rapporto di {\displaystyle 1:2} (e quindi producono l'ottava) vibrano con frequenze che sono in rapporto di {\displaystyle 2:1}.
Beeckman sostiene inoltre che il tono corrisponde alla frequenza e l'intensità alla quantità di aria colpita (la nostra ampiezza).

### Figura 1
La corda AC insieme alla sua metà CD, genera un'ottava. 
Se il punto D viene tirato fino a B il punto F viene tirato fino a E. 
Quando si lascia andare la corda, i punti B e E ritornano in D ed F alla stessa velocità. 
Ma {\displaystyle BD=2EF}. 
Quindi E si muove alla stessa velocità, ma passa per F due volte nello stesso tempo in cui B passa per D una volta sola. 
In altre parole, metà della corda vibra con una frequenza doppia di quella della corda intera.